# Dračie oká
Dračie oká (polsky Smocze Oka) jsou malá pleska ve Zlomiskách (polsky Dolina Złomisk) v Dračie dolinke (polsky Dolinka Smocza) na úpatí Kopek ve Vysokých Tatrách. Nacházejí se v nadmořské výšce asi 2019 m n. m. na jih od Dračího plesa a jsou s ním spojeny tenkým potůčkem. Název jezírek je odvozen od blízkého Dračího plesa.

## Okolí plesa
Plesa na západní straně lemuje Popradský hrebeň a na něm Malá Kôpka (2339 m n. m.) a Veľká Kôpka (2354 m n. m.), na severu je Ťažký štít (2500 m n. m.), Vysoká (2547 m n. m.), na východě Dračie sedlo, Veľká Dračia hlava (2254 m n. m.) a na jihovýchodě Zlomisková veža (2132 m n. m.). K plesům nevede turistická trasa.